# Fosalon
Fosalon is een toxische organische verbinding met als brutoformule C12H15ClNO4PS2. De stof komt voor als kleurloze tot witte kristallen met een knoflookachtige geur, die onoplosbaar zijn in water. De structuur is zeer analoog aan die van azamethifos.

## Toepassingen
Fosalon wordt gebruikt als insecticide en acaricide. Handelsnamen van het product zijn Azofene, Rubitox en Zolone. De verbinding is wegens de hoge toxiciteit voor de mens sedert december 2006 in de Europese Unie verboden.

## Toxicologie en veiligheid
Fosalon ontleedt bij verhitting, met vorming van giftige dampen van waterstofchloride, koolstofdioxide, koolstofmonoxide, stikstofoxiden, fosforoxiden en zwaveloxiden.
De stof is irriterend voor de ogen, de huid en de luchtwegen. Er kan een zwakke remming van de cholinesterase optreden.